# St. Apollonia (Helmern)

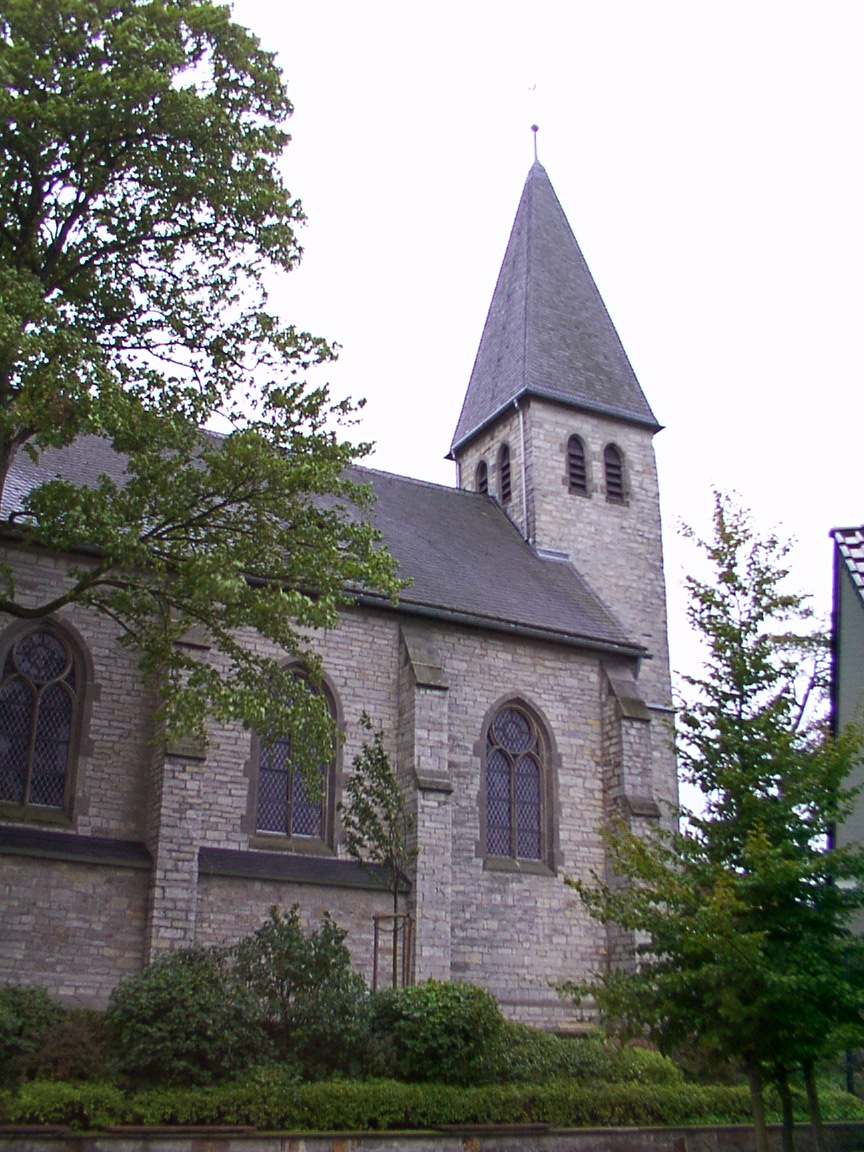
Kirche St. Apollonia

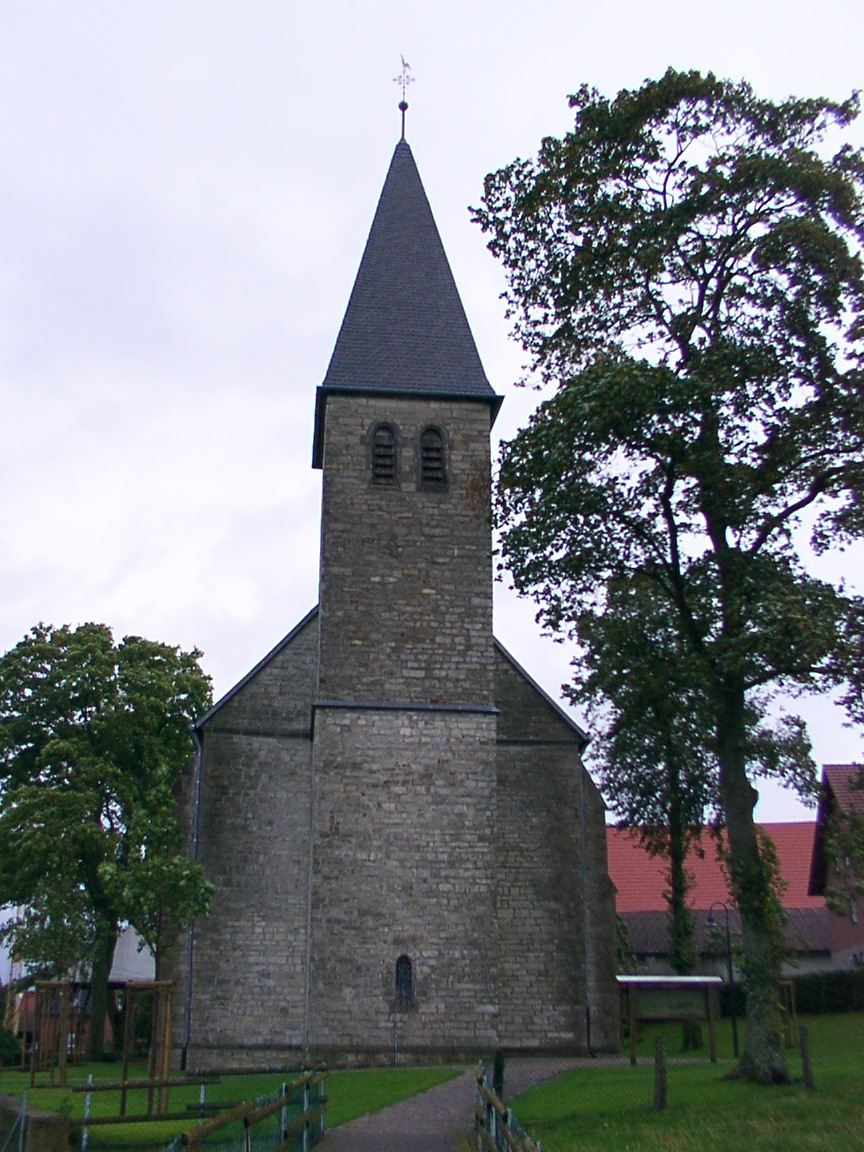
Turmansicht

Die katholische Pfarrkirche St. Appolonia ist ein ortsbildprägendes Kirchengebäude in Helmern, einem Stadtteil von Bad Wünnenberg im Kreis Paderborn (Nordrhein-Westfalen). Die Gemeinde gehört zum Pastoralverbund Wünnenberg im Erzbistum Paderborn.

## Geschichte und Architektur
Der Fürstbischof Ferdinand von Fürstenberg veranlasste 1669 den Bau einer Kapelle, welchem Patrozinium sie unterstellt war, ist nicht überliefert. 
Um 1880 wurde ein Neubau erforderlich. Der Grundsteinlegung am 11. Juni 1885 folgte dessen Einweihung am 2. Dezember 1886. Eine Orgelbühne wurde 1906 aufgebaut. Die Gemeinde wurde 1920 aus dem Pfarrverbund Atteln entlassen und zur selbständigen Pfarrei erhoben. Für eine Heizung wurde 1953 ein Heizungskeller ausgehoben. 
Eine grundlegende Umgestaltung des Innenraumes machte sich 1954 erforderlich, da Kanzel, Beichtstuhl und Pietà den Raum einschränkten. Es wurden Nischen in die Wände eingelassen und dort die Pietà und der Beichtstuhl untergebracht, Die Kanzel wurde im Chorraum aufgestellt, in den 1957 zwei Buntglasfenster mit Bleiverglasung eingebaut wurden, auf dem rechten Fenster ist Meinolfus und auf dem linken die Apollonia zu sehen. 
Im Zuge einer Umgestaltung des Chorraumes wurden 1971 der Bodenbelag und die Chorwände erneuert; der Hauptaltar wurde zu einem Sakramentshaus umgebaut. Gleichzeitig wurde ein neuer Zelebrationsaltar aufgestellt. Die Seitenaltäre wurden abgebaut und an deren Stelle Figuren aus Stein angebracht. Die Figuren hängen zurzeit neben dem Seiteneingang. 
Im Zuge einer umfassenden Renovierung wurden 1980 die Wände des Innenraumes gestrichen, sowie der Hochaltar, die Orgelbühne, der Beichtstuhl und der Kreuzweg restauriert. Die Seitenaltäre wurden wieder aufgebaut und die Kommunionbank zu einem Chorgestühl umgebaut. 
Im Zuge der Renovierung wurden 2004 der Innenraum gestrichen, die Heiligenfiguren, Altäre und Bänke renoviert sowie neue Lampen angeschafft.

## Ausstattung
- Die Glocken mit den  Namen Achatius und Apollonia wurden 1886 gegossen und im Ersten Weltkrieg für Rüstungszwecke eingeschmolzen. Drei neue Glocken mit den Namen Apollonia, Achatius und Josef wurden 1922 eingeweiht, wovon die beiden großen 1942 eingeschmolzen wurden.
- Der Taufstein wurde 1930 aus weißem Sandstein gefertigt, sie besitzt einen Deckel aus Eichenholz.
- Der Gemeinde wurden 1935 Reliquien der Apollonia übergeben. Bei bestimmten Anlässen wird das Reliquiar ausgestellt. Zurzeit steht es in einer Holzverkleidung des Zelebrationsaltares.
- Bei einem Einbruch im August 1949 wurde der Tabernakel aufgemeißelt und die darin befindliche Monstranz entwendet. Im November 1949 wurden ein neuer Tabernakel und eine Monstranz gestiftet.
- Die Turmuhr kann bei Bedarf zusammen mit dem elektrischen Läutwerk ein Angelusläuten auslösen.
- 1960 wurde eine neue Orgel angeschafft, sie wurde 1975 umfassend renoviert.
- Der Hochaltar ist von einem Kreuz bekrönt, an dessen Enden die Symbole der vier Evangelisten angebracht sind. Daneben stehen Figuren der Maria und des Johannes. Neben dem Tabernakel sind zwei plastische Abbildung mit den Darstellungen eines Pelikans, der seine Jungen füttert und des Lamm Gottes zu sehen. Das Lamm mit der Siegfahne sitzt auf einem Buch mit sieben Siegeln. Daneben stehen in Nischen die Schnitzfiguren der Heiligen Isaak, Melchisedek von Salem, Zacharias und Johannes der Täufer
- Im Chorraum stehen die Figuren des Herz-Jesu und des unbefleckten Herzens Mariä auf Podesten.
- Die Statue der Apollonia ist mit den Attributen Zange und Zahn ausgestattet[3]